# Nylon (band)
 For alternative betydninger, se Nylon (flertydig). (Se også artikler, som begynder med Nylon)
Nylon var en islandsk pigegruppe, der består af Alma Goodman (født Alma Guðmundsdóttir), Camilla Stones (født Steinunn Þóra Camilla Sigurðardóttir) og Klara Elias (født Klara Ósk Elíasdóttir). Gruppen blev dannet i 2004 under en audition til et talentprogram. De gik fra hinanden i 2008.
De er Island mest succesfulde singer-songwriter pigeband, og de har fået 10 singler og tre studiealbummer, ét opsamlingsalbum og én DVD, der alle har toppet hitlisterne i Island.
I 2011 dannede Klara Elias, Alma Goodman og Camilla Stones en ny gruppe kaldet The Charlies. De udgav en ny single, "Hello Luv", men fik ikke skrevet en kontrakt med nogle pladeselskaber. Den 17. januar 2015 gik de i opløsning igen.

## Diskografi

### Studiealbums
- 2004: 100% Nylon
- 2005: Góðir Hlutir
- 2006: Nylon

### Opsamlingsalbum
- 2007: Best Af Nylon

### DVD
- 2005: Nylon Allstaðar